# Karl Hasselmann (Theologe)
Karl Hasselmann (* 22. Februar 1898 in Brokdorf; † 27. Mai 1975 in Hamburg) war ein evangelisch-lutherischer Geistlicher der Schleswig-holsteinischen Landeskirche. Er wurde 1933 nach seinem Beitritt zur Glaubensbewegung Deutsche Christen im Herbst 1933 Propst von Flensburg. Ab etwa 1936 näherte er sich der Bekennenden Kirche an, ohne ihr beizutreten. Das hielt ihn nach 1945 im Amt. Er blieb Propst von Flensburg, wechselte 1952 als Propst nach Blankenese und war ab 1962 Landespropst in Südholstein.

## Ausbildung
Hasselmann kam aus einer Familie, in der mehrere Vorfahren als Pastoren wirkten. Sein Vater Nikolaus Emil Zacharias Hasselmann (* 22. August 1863 in Krummendiek; † 21. Dezember 1951 in Altona) war ebenfalls Pastor, zuletzt in Kirchbarkau. Seine Mutter war Minna Dorothea, geborene Johannsen (* 1867 in Brokdorf; † 1940). Nach einem Besuch des Gymnasiums Itzehoe und des heutigen Humboldt-Gymnasiums in Kiel legte er 1915 das Notabitur ab. Danach diente er während des Ersten Weltkriegs freiwillig beim Heer. 1920 begann er ein Studium der Neuen Sprachen an der Universität Kiel. Im selben Jahr wechselte er das Studienfach und besuchte bis 1923 Universitäten in Kiel, Tübingen und Berlin, an denen er Theologie studierte. Anschließend absolvierte er ein einjähriges Vikariat. Am 26. Oktober 1924 wurde er in Eckernförde als Pastor ordiniert.

## Erste Anstellungen
In der Landeskirche herrschten seinerzeit Engpässe bei Neueinstellungen. Bischof Adolf Mordhorst verhalf Hasselmann daher zu einer Stelle als Reisepastor, um die Wartezeit zu überbrücken. Hasselmann wirkte für den Evangelisationsverein in Flensburg. Im Frühjahr 1925 fiel die Wahl auf Hasselmann als Pfarrer in Oldenswort. Am 29. März 1925 wurde er dort eingeführt. Im Herbst 1926 reichte er eine Bewerbung für eine Pfarrstelle in einer Großstadt ein. Im November 1926 erhielt er die neue zweite Pfarrstelle der Altonaer Luthergemeinde in Bahrenfeld. Bis Sommer 1933 war er auch weit über Bahrenfeld hinaus wirksam. In Bahrenfeld etablierte er einen Kreis von Laien, die sich, basierend auf der Bibel, mit der zunehmend problematischeren aktuellen Zuständen beschäftigten. Hasselmann prägte den Laienkreis, der sich während des Kirchenkampfes zu einer Säule der Bekenntnisgemeinschaft entwickelte.
Hasselmann gründete 1929 den schleswig-holsteinischen „Bruderkreis junger Theologen“ mit. Dieser positionierte sich gegen liberale Strömungen in der Kirche, galt als christusgläubig und der Welt zugewandt und hatte Sympathien für den Christlich-Sozialen Volksdienst. Im Juni 1933 überlegten die Mitglieder des Bruderkreises, sich in Form einer deutsch-christlichen und einer jungreformatorischen Gruppe zu organisieren. Da Hasselmann als ausgleichende Persönlichkeit galt, wurde er als potentieller Leiter beider Gruppen gehandelt.

## Wirken als Schriftleiter
Hasselmanns übernahm die Aufgabe, die ihn Anfang der 1930er Jahre hauptsächlich beschäftigte, Ende 1930. Hauptpastor Simon Schöffel ernannte ihn und den Landesbischof Heinrich Rendtorff zu den Schriftleitern der Niederdeutschen Kirchenzeitung. Rendtorff sah die Kirche im Verfall begriffen und in einem Entscheidungskampf stehend. Hasselmann stimmte diesen geschichtstheologischen Auslegungen zu. Er unterstützte auch Rendtorffs Bestrebungen, Kirchen in Mecklenburg, Hannover Hamburg und Schleswig-Holstein, basierend auf Gemeinsamkeiten in Geschichte und Volkstum, einander anzunähern. Hasselmann selbst konzentrierte sich programmatisch auf eine volkstümliche Verkündigung. Er legte Wert auf umfassende pastorale Diskussionen und Kritik und insbesondere darauf, dass die Kirche ein Wächteramt übernehmen solle. Sie solle vorgehen „gegen das, was nicht mehr Kirche ist, gegen die Häresie“, so der Theologe 1931.
Hasselmanns Kritik von 1931 richtete sich anfangs gegen die Gottlosenbewegung (Tannenbergbund). Wenig später begann er, wiederholt zu thematisieren, wie sich die Kirche gegenüber den Nationalsozialisten positionieren solle. Er schrieb Rezensionen, Veranstaltungsberichte und Anmerkungen als Schriftenleiter, in denen er darauf hinwies, dass die Politik in die Kirchen eindringe. 1932 urteilte er, dass die Kirche nicht hinnehmen könne, dass die Nationalsozialisten Rasse und Blut verherrlichten.
Nach dem Altonaer Blutsonntag kamen die Altonaer Pastoren zu einem Notgottesdienst zusammen. Gemeinsam beschlossen sie, eine grundlegende Botschaft der Kirche bezüglich der Krisen in Politik, Staat und Parteien zu veröffentlichen. Sie richteten einen von Hans Asmussen geleiteten, aus fünf Personen bestehenden Arbeitsausschuss ein, unter ihnen Hasselmann. So erschien am 11. Januar 1933 das „Wort und Bekenntnis der Altonaer Pastoren in der Not und Verwirrung des öffentlichen Lebens“, kurz Altonaer Bekenntnis. Die Theologen schrieben, dass die extremen politischen Parteien Ideologien verfolgten, die sich zu politischen Konfessionen entwickelt hätten und somit bestehende Religionen ersetzten. Für die Verbreitung, das Presseecho und weitere Erklärungen nutzten sie Hasselmanns Zeitung.
Nach der Machtergreifung und aufgrund des Drucks der Kirchenoberen gegen das Bekenntnis der Pastoren zerbrach im Februar/März 1933 das Bündnis der Altonaer Geistlichen. Wegen des Tags von Potsdam suchte Hasselmann schließlich die Nähe zur lokalen NSDAP. Er zeigte sich offen anpassungsfähig und versicherte intern, bereits mehrere Jahre Nationalsozialist zu sein, trat jedoch nie in die NSDAP ein.
Zu der gleichzeitig aufkommenden „Glaubensbewegung Deutsche Christen“ (DC), die die evangelische Kirche im nationalsozialistischen Sinne revolutionieren wollte (arteigenes deutsches Tatchristentum, Verdrängung des Judenchristentums und des Alten Testaments, Schaffung einer einheitlichen Reichskirche), wahrte Hasselmann zunächst ablehnende Distanz. Im Laienkreis seiner Gemeinde hielt er Vorträge, in denen er die Unverzichtbarkeit des Alten Testaments hervorkehrte und die Haltung der Kirche zum Judentum vom politischen Antisemitismus abhob; als Schriftleiter warb er zu den gleichen Themen Beiträge u. a. von Dietrich Bonhoeffer ein, die noch grundsätzlicher Gegenpositionen zum deutschchristlichen Gedankengut bezogen. In seinen Schriftleiterberichten zu den kirchenpolitischen Auseinandersetzungen kritisierte Hasselmann vor allem den Ausschließlichkeitsanspruch der DC. Einzig beim Zusammenschluss zu einer Reichskirche deckten sich seine Vorstellungen im Ziel mit denen der DC.

## Propst von Flensburg
Nach massivem Druck der Deutschen Christen und vonseiten der Politik endete Hasselmanns Zeit als Schriftleiter der Niederdeutschen Kirchenzeitung am 15. Juli 1933. Entgegen seinen vorherig vertretenen Positionen wurde er, wahrscheinlich im Juli 1933, Mitglied der DC. Im Oktober 1933 ernannte ihn der Landeskirchenausschuss zum Propst von Flensburg, wo er am 19. November 1933 in das Amt eingeführt wurde. Im selben Monat machte ihn die Gauleitung der DC zum DC-Leiter der Propstei. Hasselmann folgte in beiden Ämtern der von den Kirchenoberen vorgegebenen Ausrichtung, indem er mit den Nationalsozialisten zusammenarbeitete. Klauspeter Reumann konstatiert bei Hasselmann in diesem Herbst 1933 eine „grundsätzliche und extreme Wandlung“ zum Befürworter und Amtsträger einer deutschchristlichen Kirche.
Hasselmann wurde während der ersten Tage in Flensburg Mitglied der SA. In den ersten Wochen bahnte er eine enge Kooperation mit den städtischen Amtsträgern und denen des Kreises und der Organisation an. Nachdem die SA-Führung am 1. Juli einen Befehl über die „Kulturelle Dienstgestaltung“ während des Gottesdienstes am Sonntag erlassen hatte, trat Hasselmann nach den Recherchen von Klauspeter Reumann im selben Monat aus Protest aus der SA aus. Dem Pastorenverzeichnis Schleswig-Holstein zufolge hatte Hasselmann aber bis 1937 in der SA den Rang eines Rottenführers. Als Propst warb Hasselmann die meisten Flensburger Pastoren für die Mitgliedschaft in der SA.
Im Gegensatz zu den DC entstand in Schleswig-Holstein die dem Pfarrernotbund in anderen Landeskirchen entsprechende Not- und Arbeitsgemeinschaft (NAG), die sich später zur Bekenntnisgemeinschaft und zur Bekennenden Kirche (BK) weiterentwickelte. Ihm schlossen sich, insbesondere in der Propstei Flensburg, viele fundiert gebildete Theologen an. Hasselmann erachtete diese als volksfern, reaktionär und die Kirche spaltend und wollte sich von der Gemeinschaft abgrenzen. Inhaltlich setzte er sich mit der BK nie auseinander. Er verhinderte jedoch wiederholt, dass Mitglieder der BK aus kirchenpolitischen Gründen versetzt wurden.
Im November 1934 trat Landesbischof Paulsen aus taktischen Gründen aus den DC aus. Hasselmann folgte seinem Beispiel und gründete im Auftrag Paulsens eine „Landeskirchliche Front“. Diese sollte die Gegner von DC und BK vereinen, deren Gruppen sich so selbst auflösen würden. Hasselmann ging dieser Aufgabe mit Eifer nach, musste seine Bemühungen aber wenige Wochen später erfolglos einstellen. Danach übernahm er keine herausragenden Positionen mehr in der Landespolitik der Kirche, mit einer Ausnahme:
Im November 1936 intervenierte er bei den Kirchenoberen gegen eine Vortragsveranstaltung des Parteiredners Wilhelm Börger, der die Kirche als „Filialen der jüdischen Synagoge“ bezeichnet hatte. Er verfasste außerdem ein „Wort an die Gemeinden der Propstei Flensburg“, das er mit deren Pastoren abstimmte. Darin bekräftigte er, dass die Juden der Gegenwart aus Sicht der Kirche nicht mehr Gottes auserwähltes Volk seien, vielmehr stände das jüdische Volk seit der Kreuzigung Jesu unter Gottes Fluch. Diese Aktion brachte ihn an die Seite von Wilhelm Halfmann, der in seiner um die Jahreswende 1936/37 in mehreren Auflagen gedruckten Broschüre Die Kirche und der Jude eine Verbindung von christlichem und völkischem Antisemitismus vertrat. Inhaltlich begab sich Hasselmann somit in die Nähe der BK.
Hasselmann konzentrierte sich in der Folgezeit darauf, in der Propstei Flensburg Verständnis für Mitglieder des BK zu schaffen, die er ab 1941 offen bei der Besetzung von Ämtern unterstützte.
Hasselmann nahm somit während der Zeit des Nationalsozialismus wechselnde Haltungen ein. Freunde wie Kritiker warfen ihm dies lebenslang vor, verziehen ihm dies jedoch auch.

## Nach Kriegsende
Nach Kriegsende erarbeiteten Mitglieder der BK den Neuaufbau der Kirche. Hasselmann arbeitete daran von Beginn dauerhaft mit. Im Mai 1945 gehörte er zu einem Arbeitskreis in Schleswig, im August 1945 (als Vertreter für Hans Asmussen) zur Vorläufigen Kirchenleitung, die ihn als Propst bestätigte.
Aufgrund der steigenden Einwohnerzahlen im Hamburger Umland und somit entstehender neuer Kirchengemeinden bat Bischof Wilhelm Halfmann Hasselmann, nach Blankenese-Pinneberg zu wechseln. Am 28. Dezember 1952 wurde er hier eingeführt. Am 2. September 1962 wurde Hasselmann Landespropst der neu geschaffenen Landespropstei Südholstein. Auch nach seiner Emeritierung 1968 übte er dieses Amt noch bis 1970 aus. Sein Nachfolger als Landespropst wurde der Propst von Altona Adolf Ruppelt.

## Familie
Hasselmann heiratete am 20. März 1925 Margarethe Blöcker (* 13. Dezember 1901), deren Vater als Landwirt und Mühlenpächter arbeitete. Das Ehepaar hatte drei Töchter und drei Söhne. Alle drei Söhne: Karl-Behrnd (* 1933), Niels (* 1936) und Friedrich Franz (* 1941 † 2019) wurden Pastoren.